# قفز كروموسوم (أحياء جزيئية)

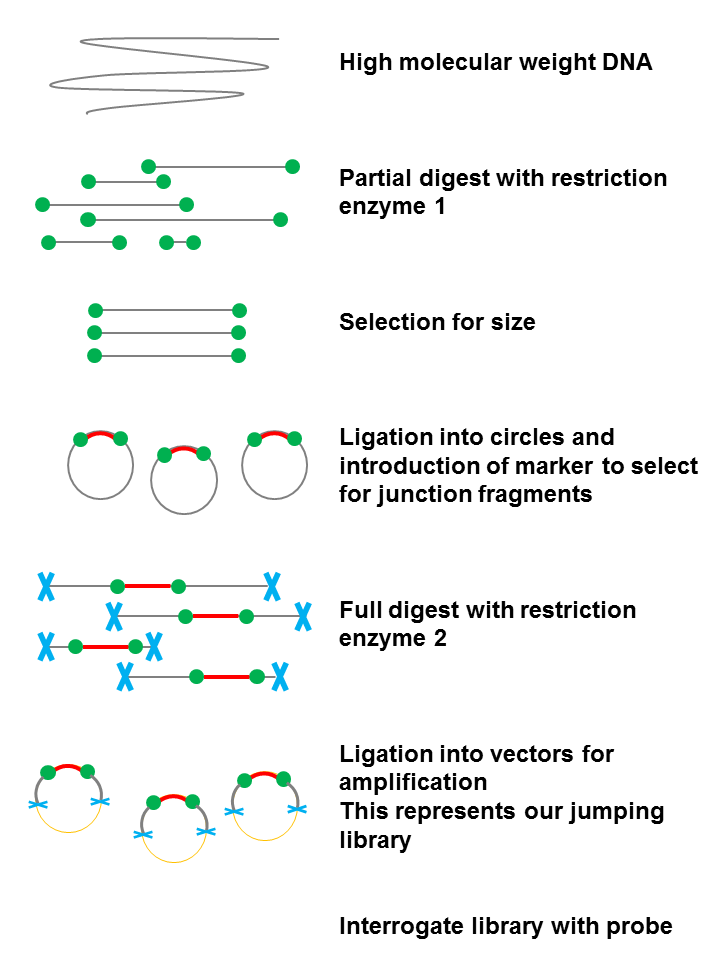

قفز كروموسوم أو وثب كروموسوم (بالإنجليزية: chromosom jumping)‏ هو أداة في علم الأحياء الجزيئي تستخدم في رسم الخرائط الجينومية للكروموسومات. وهو مرتبط بالعديد من الأدوات الأخرى المستخدمة لنفس الغرض ، بما في ذلك التتابع المباشر (المشي بالكروموسوم). يستخدم قفز الكروموسوم لتجاوز المناطق التي يصعب استنساخها ، مثل تلك التي تحتوي على الحمض النووي المتكرر ، والتي لا يمكن رسمها بسهولة عن طريق التتابع المباشر، وهي مفيدة في التحرك على طول الكروموسوم بسرعة بحثًا عن جين معين. يسمح القفز بالكروموسوم بحركة أسرع عبر الجينوم مقارنة بالتقنيات الأخرى، مثل التتابع المباشر، ويمكن استخدامه لتوليد علامات جينومية ذات مواقع كروموسومية معروفة. يسمح القفز بالكروموسوم باستنساخ طرفي تسلسل DNA بدون القسم الأوسط من التسلل. يمكن هضم الحمض النووي الجيني جزئيًا باستخدام تقييد النوكليازات(إنزيمات الاقتطاع) وبمساعدة ليغاز الحمض النووي DNA ، يتم جعل قطع (شظايا) الحمض النووي المقطوعة على شكل حلقة دائرية (التعميم( بالإنجليزية: circularisation)). من تسلسل معروف، تم تصميم المشرع (البادئ) للتسلسل عبر الوصلة الدائرية. يتم استخدام هذا البادئ(المشرع) للقفز من فترات 100 كيلوبايت -300 كيلوبايت: تسلسل 100 كيلوبايت كان سيقترب من التسلسل الذي يدعى التعميم(circularisation). وبالتالي ، يمكن عمل تسلسل لا يمكن الوصول إليه عن طريق المشي الكروموسومي. يمكن استخدام المشي الكروموسومي من موضع القفز الجديد (في أي من الاتجاهين) للبحث عن تسلسلات تشبه الجينات ، أو يمكن استخدام قفزات إضافية للتقدم أكثر على طول الكروموسوم.